# Santa Terezinha
Santa Terezinha es un municipio brasilero del estado de Mato Grosso. Se localiza a una latitud 10º28'11" sur y a una longitud 50º30'11" oeste, estando a una altitud de 198 metros. Su población estimada en 2004 era de 7.293 habitantes.
Localizado en el margen izquierdo del río Araguaia, tiene frontera con Tocantins y Pará.
Principales actividades
Ganadería, agricultura
Posee un área de 6477,87 km².